# Backpacking
|  | Sammenskrivningsforslag Artiklen Backpacker er foreslået føjet ind i Backpacking. (Siden april 2022) Diskutér forslaget |

Backpacking er en rejseform, hvor den rejsende på egen hånd rejser med en rygsæk ("backpack"), deraf navnet. Backpacking bliver også kaldt rygsæksrejse. Rejsen er ofte billigere en konventionelle rejsetyper, da den normalt ikke inkluderer guide, hoteller (ofte foregår overnatning i telt eller på moteller) og leje af bil eller taxakørsel.